# Tokio Wan Aqua-Line
De Tokio Wan Aqua-Line (Japans: 東京湾アクアライン, Tōkyō-wan Akua-rain), ook bekend als de Trans-Tokyo Bay Expressway, is een snelweg die bestaat uit twee kunstmatige eilanden en een brug-tunnelcombinatie in de baai van Tokio. Het verbindt Kawasaki in de prefectuur Kanagawa met Kisarazu in de prefectuur Chiba en maakt deel uit van Nationale weg 409.
Het hele traject werd op 18 december 1997 geopend. De bouw duurde negen jaar en de hele voorbereiding duurde zo’n 23 jaar. De bouw van het geheel vergde een investering van ¥ 1440 miljard.
Het heeft een totale lengte van 23,7 kilometer, waarvan een brug van 4,4 km lang en een tunnel van 9,6 km onder de baai. De tunnel is de op drie na langste onderwatertunnel ter wereld. De brug rust op 42 pilaren en waar de vaarweg 20 meter diep is de afstand tussen de pilaren 240 meter. Op de overgang van brug naar tunnel ligt het kunstmatig aangelegde eiland Umihotaru. Hier zijn verder een rustplaats met restaurants, winkels en amusementsfaciliteiten. In het midden van de tunnel staat een opmerkelijke toren, Kaze no Tō ofwel de "de toren van de wind", hierin zit het ventilatiesysteem.
De verbinding verkortte de reistijd tussen Chiba en Kanagawa, twee belangrijke industriële gebieden, van 90 tot 15 minuten. Voordat het traject werd geopend, omvatte dit een reis van 100 kilometer langs de baai van Tokio en door het centrum van de stad Tokio.

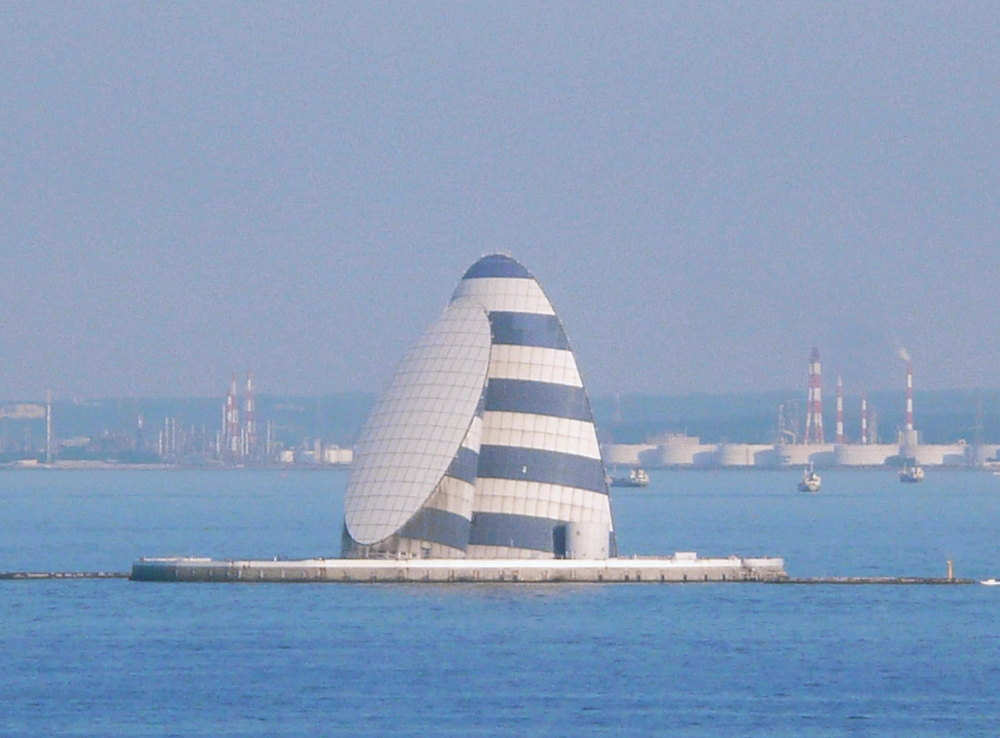
Eiland met ventilatiestysteem
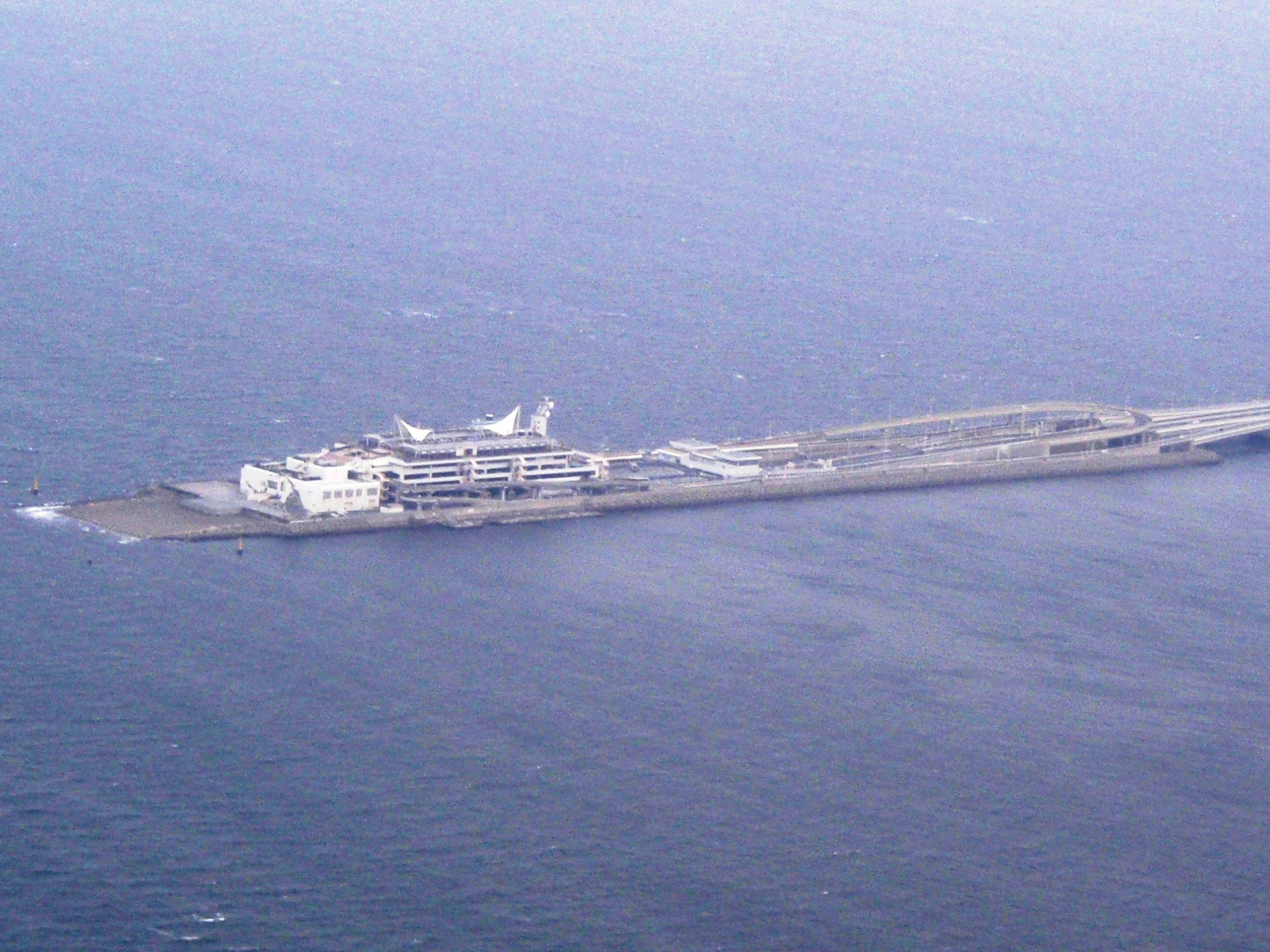
Aangelegd eiland Umihotaru
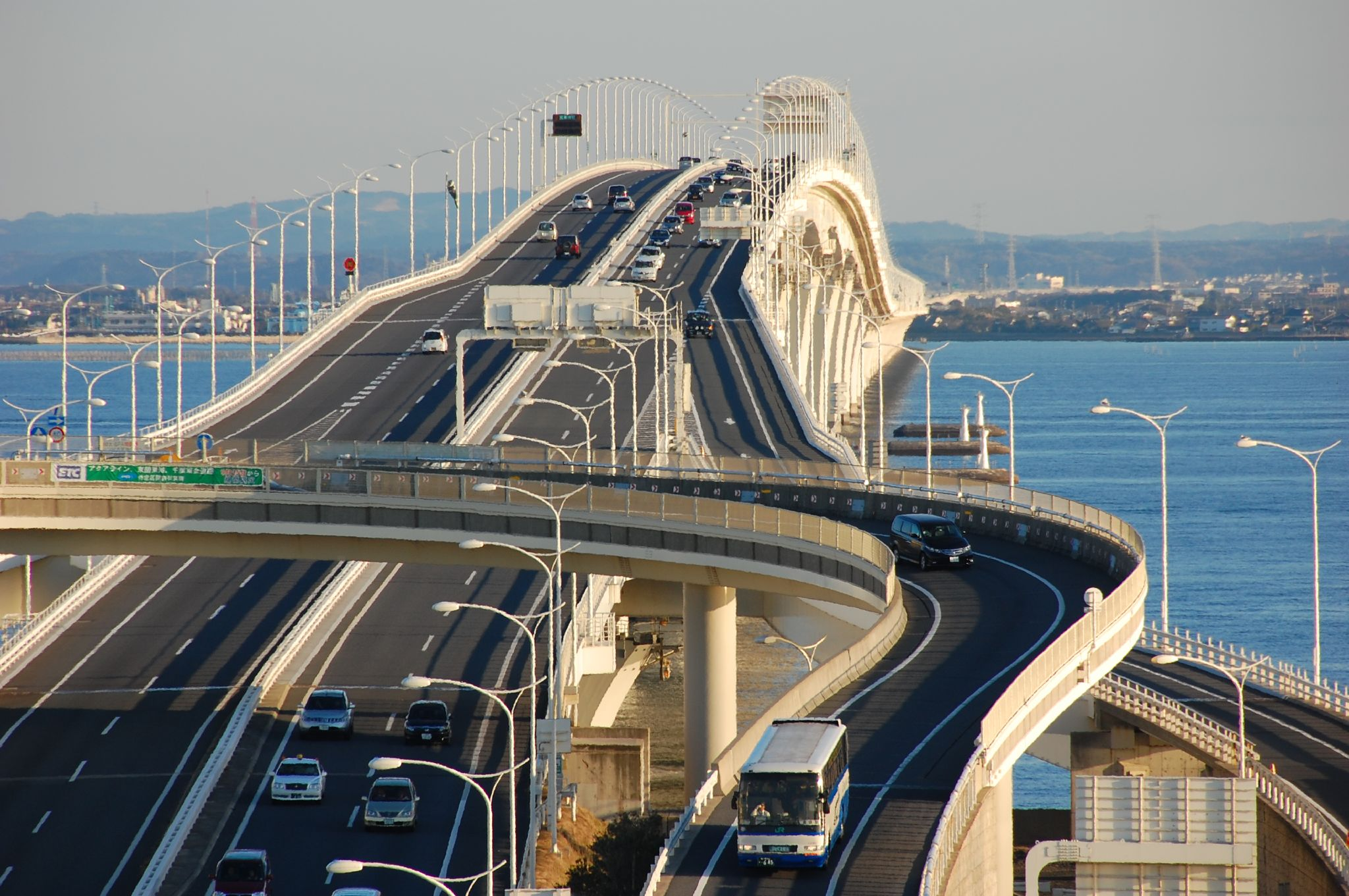
Zicht op brug vanaf Umihotaru
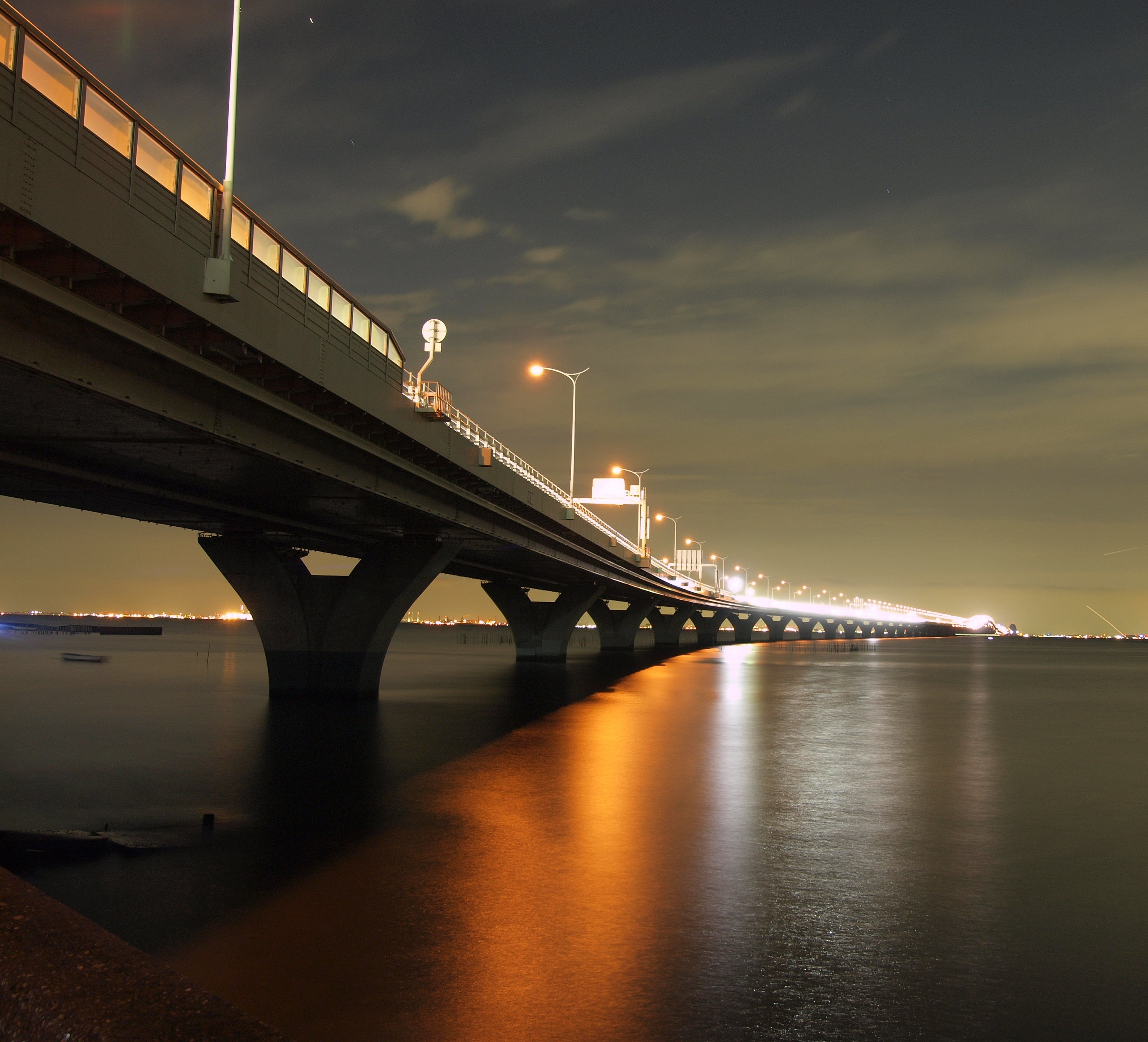
Brug in avond